# Patrik Vretblad
Viktor Patrik Vretblad, född 5 april 1876 i Svartnäs, Kopparbergs län, död 15 januari 1953 i Stockholm, var en svensk musikvetare, musikkritiker och kyrkomusiker. 
Vretblad, som fick professors namn 1951, utgav en biografi över Johan Helmich Roman. Han genomförde även studier av Stockholms musikliv. Vretblads arkiv finns hos Statens musikverk. Vretblad var ledamot av Kungliga Musikaliska Akademien. Karl-Erik Svedlund har i sin bok De sågo himmelen öppen pekat på Vretblads stora betydelse för att efter lång tids glömska lyfta fram Romans kompositioner, inte minst de kyrkligt inriktade. Vretblad, som var organist, komponerade även själv. Han finns representerad i Den svenska psalmboken 1986.

## Biografi
Patrik Vretblad föddes 5 april 1876 i Svartnäs socken, Kopparbergs län. Han blev 1895 student och var mellan 1895 och 1900 elev vid Kungliga Musikkonservatoriet i Stockholm. Vretblad avlades organistexamen, kyrkosångsexamen och musiklärarexamen 1896 vid nämnda konservatoriet. Statens tonsättarstipendium gjorde det möjlig för honom att studera utomlands i Tyskland 1901. Vretblad var från 1900 till 1907 organist i Franska reformerta församlingen i Stockholm. Han var från 1907 organist i Oscarskyrkan, Oscars församling där han arbetade tillsammans med kantor O. T. Sandberg.

### Familj
Vretblad gifte sig 1908 med violinisten Ingrid Karin Bodman (född 1883). Hon arbetade som förstaviolinist i Stockholms konsertförenings orkester och hade varit elev till Book, Zetterqvist och Marteau.

## Priser och utmärkelser
- 1921 – Ledamot nr 579 av Kungliga Musikaliska Akademien
- 1947 – Medaljen för tonkonstens främjande

## Psalmer
- Se, kärlet brast, och oljan är utgjuten (1986 nr 445) tonsatt 1938.